# San Polo di Piave
San Polo di Piave település Olaszországban, Veneto régióban, Treviso megyében. Lakosainak száma 4884 fő (2023. január 1.). San Polo di Piave Cimadolmo, Ormelle, Vazzola és Fontanelle községekkel határos.

## Népesség
A település népességének változása:
| Lakosok száma | 4860 | 4939 | 4884 |
|               | 2017 | 2018 | 2023 |